# 拉脱维亚—乌克兰关系
拉脱维亚-乌克兰关系是指拉脱维亚和乌克兰两国的双边关系。1991年之前，两国都为苏联的一部分，1918年之前两国也是俄罗斯帝国的一部分。
两国于1992年2月12日建立外交关系。拉脱维亚在基辅设有大使馆和2个名誉领事馆（在利沃夫和敖德萨）。乌克兰在里加设有大使馆，在文茨皮尔斯设有名誉领事馆。
2022年1月，在2021-22年俄乌危机期间，拉脱维亚宣布将援助乌克兰FIM-92刺針地对空飛彈。这些防空飞弹其后在2022年2月，即俄罗斯入侵乌克兰前不久交付给乌克兰的。俄罗斯入侵乌克兰后不久拉脱维亚便立即谴责俄罗斯的入侵行为；并宣布准备接收来自乌克兰的难民，以及暂停向俄罗斯公民发放拉脱维亚签证。